# Casablanca (film)
 For alternative betydninger, se Casablanca (flertydig). (Se også artikler, som begynder med Casablanca)
Casablanca er en romantisk amerikansk filmklassiker fra 1942, der foregår under 2. verdenskrig i Casablanca i Marokko, der styres af den Nazitysklands-allierede Vichy-regering i Frankrig. Filmen er instrueret af Michael Curtiz og hovedrollerne spilles af Humphrey Bogart som Rick Blaine og Ingrid Bergman som Ilsa Lund. Den fokuserer på Ricks konflikt mellem kærlighed og moral: Han må vælge mellem sin kærlighed til Ilsa og sit behov for at gøre det rigtige ved at hjælpe hendes mand, modstandsshelten Victor Laszlo, med at flygte fra Casablanca for at fortsætte kampen mod nazisterne.
Filmen blev øjeblikkeligt en succes og har været populær lige siden. Filmkritikere har rost Bogarts og Bergmans karismatiske præstationer, kemien mellem de to hovedrolleindehavere, karakterernes dybde, den stramme instruktion, det blændende manuskript og filmens emotionelle effekt som helhed.

## Handling
Humphrey Bogart spiller Rick Blaine, der ejer en eksklusiv natklub og spillebule i den marokkanske by Casablanca, der tiltrækker et blandet klientel af embedsmænd fra Vichy-regeringen og Nazityskland, flygtninge og tyve. Rick er en bitter og kynisk mand, der efter eget udsagn forholder sig neutral, men alligevel viser klar antipati for den fascistiske del af hans kunder.
Småforbryderen Guillermo Ugarte (Peter Lorre) indfinder sig i Ricks natklub med nogle rejsepapirer, han har skaffet ved at dræbe to tyske kurerer. Papirerne giver tilladelse til at rejse frit i det tysk-kontrollerede Europa, inklusive neutrale Lissabon, Portugal, hvorfra man kan komme til USA. Ugarte har planer om at sælge papirerne, der er næsten uvurderlige for de mange, der er strandet i Casablanca og skal mødes med køber i Ricks bar. Inden han når at sælge papirerne, bliver Ugarte arresteret af det lokale politi, der ledes af Ricks ven Kaptajn Renault (Claude Rains). Renault er en korrupt Vichy-embedsmand, der indpasser sig efter nazisterne, men i virkeligheden er ambivalent overfor deres tilstedeværelse i Casablanca. Uden nazisternes eller Renaults vidende, har Ugarte efterladt papirerne i Ricks varetægt, "…somehow, just because you despise me, you are the only one I trust." ("… fordi du foragter mig, er du den eneste jeg kan stole på").
Nu træder årsagen til Ricks bitterhed igen ind i hans liv. Hans tidligere kæreste, Ilsa Lund (Ingrid Bergman) ankommer sammen med sin mand, Victor Laszlo (Paul Henreid), for at købe rejsepapirerne. Laszlo er en berømt modstandsbevægelsesleder fra Tjekkoslovakiet og derfor eftersøgt med en stor dusør for at fange ham. De har brug for papirerne for at flygte til USA og fortsætte modstandsarbejdet. Da Rick og Ilsa i sin tid mødte hinanden i Paris og forelskede sig, troede hun, at hendes mand var blevet dræbt af nazisterne. Da hun opdagede, at han stadig var i live, forlod hun Rick pludseligt og uden forklaring for at vende tilbage til Laszlo, og Rick følte sig svigtet. Efter at baren er lukket, kommer Ilsa tilbage for at prøve at forklare Rick det hele, men han afviser bittert at høre efter.
Næste aften forsøger Laszlo at tale med Rick om papirerne, men de bliver afbrudt, da en gruppe tyske officerer anført af Major Strasser (Conrad Veidt) begynder at synge Die Wacht am Rhein, en tysk patriotisk sang fra 1800-tallet (producerne ønskede at bruge den mere nazistiske sang Horst-Wessel-Lied, men en tysk forlægger havde rettighederne til den). Laszlo beder husorkestret om at spille La Marseillaise. Han begynder at synge den, først alene, men så istemmer de patriotiske franske bargæster og overdøver tyskerne. Som hævn beordrer Strasser Renault til at lukke Ricks bar.
Senere samme aften konfronterer Ilsa Rick i hans lejlighed over den mennesketomme café. Selvom han først afviser at give hende rejsedokumenterne, selv da han trues med en pistol, beslutter Rick til sidst at hjælpe Laszlo. Rick og Ilsa erklærer hinanden deres kærlighed, og hun tror, at hun skal blive hos Rick, når Laszlo tager af sted. Renault trues med en pistol til at hjælpe med flugten. I sidste øjeblik får Rick Ilsa til at gå om bord på flyet sammen med hendes mand, og siger at hun ville fortryde det, hvis hun blev: "Maybe not today. Maybe not tomorrow, but soon and for the rest of your life." ("Måske ikke i dag. Måske ikke i morgen, men snart og resten af dit liv") Major Strasser ankommer på flyvepladsen efter et tip fra Renault, men Rick skyder ham, da han prøver at forhindre flugten. Da politiet ankommer, redder Renault hans liv ved at sige: "Round up the usual suspects" ("Anhold de sædvanlige mistænkte"). Derefter foreslår han Rick, at de begge slutter sig til den franske modstandsbevægelse. De forsvinder ind i tågen med en af de mest mindeværdige udgangsreplikker i filmhistorien: "Louis, I think this is the beginning of a beautiful friendship." ("Louis, jeg tror dette er begyndelsen på et smukt venskab.")

## Medvirkende
Casablanca er bemærkelsesværdig for filmens internationale rollebesætning – kun tre af de krediterede skuespillere er født i USA. De tre skuespillere, der stod øverst på plakaten var:
- Humphrey Bogart som Rick Blaine. Den New York City-fødte Bogart blev en stjerne med Casablanca. Tidligere i karrieren blev han ofte typecastet som gangster i roller med navne som Bugs, Rocks, Turkey, Whip, Chips, Gloves og Duke (to gange). High Sierra (1941) gav ham muligheden for at spille en karakter med mere varme, men Rick var hans første rigtige romantiske rolle.
- Ingrid Bergman som Ilsa Lund. Bergmans officielle website kalder Ilsa hendes "mest berømte og blivende rolle". Den svenske skuespillerindes Hollywood-debut i Intermezzo var blevet vel modtaget, men blandt de efterfølgende film var der ingen større succeser — indtil Casablanca. Filmkritikeren Roger Ebert kalder hende "strålende" og kommenterer på kemien mellem hende og Bogart: "hun maler hans ansigt med sine øjne". [1] Andre skuespillerinder, der blev overvejet til rollen som Ilsa var Ann Sheridan, Hedy Lamarr og Michèle Morgan. Filmens producer, Hal B. Wallis, fik lov at bruge Bergman, der havde kontrakt med David O. Selznick, i bytte for Olivia de Havilland[2]
- Paul Henreid som Victor Laszlo. Henreid, en østrigsk skuespiller og flygtning fra Nazityskland i 1935, var uvillig til at tage rollen,[3] indtil han blev lovet en plads øverst på filmplakaten sammen med Bogart og Bergman. Henreid kom ikke godt ud af det med sine medspillere, og han anså Bogart for at være en "middelmådig skuespiller" og kaldte Bergman en "prima donna".[4]

De næstvigtigste roller blev spillet af:
- Claude Rains som Captain Louis Renault. Rains var en engelsk skuespiller, født i London. Han havde tidligere arbejdet med instruktør Michael Curtiz på The Adventures of Robin Hood.
- Sydney Greenstreet som Signor Ferrari, den rivaliserende klubejer. Han var også englænder og havde haft sin filmdebut sammen med Lorre og Bogart i The Maltese Falcon.
- Peter Lorre som Signor Ugarte. Lorre var en østrigsk-tysk karakterskuespiller, der havde forladt Tyskland i 1933.
- Conrad Veidt som Major Strasser fra SS. Han var en tysk skuespiller, der havde medvirket i The Cabinet of Dr. Caligari (1920) før han flygtede fra nazisterne og endte sin karriere med at spille nazister i amerikanske film.

På rollelisten var desuden:
- Dooley Wilson som Sam. Han var en af de få amerikanske medvirkende i filmen. Han var trommeslager og spillede desuden klaver. Hal Wallis havde overvejet at udskifte Sams rolle med en kvindelig karakter (Hazel Scott og Ella Fitzgerald var kandidater), og selv efter optagelserne var afsluttet, overvejede Wallis at dubbe Wilsons stemme i sangene.[5]
- Joy Page som Annina Brandel, den unge bulgariske flygtning, var den tredje krediterede amerikanske skuespiller, og var filmselskabschefen Jack Warners steddatter.
- Madeleine LeBeau som Yvonne, Ricks eks-kæreste. Hun var en fransk skuespillerinde og Marcel Dalios kone indtil deres skilsmisse i 1942.
- S.Z. Sakall som bartenderen Carl, var en ungarsk skuespiller, der var flygtet fra Tyskland i 1939. Han havde været venner med Curtiz siden deres tid i Budapest, og tre af hans søstre døde i kz-lejre.
- Curt Bois som lommetyven, var en tysk jødisk skuespiller og ligeledes flygtning. Han har muligvis rekorden med længste filmskuespillerkarriere nogensinde, idet han fik sin debut i 1907 og indspillede sin sidste film i 1987.
- John Qualen som Berger, Laszlos kontakt i modstandsbevægelsen, var født i Canada men opvokset i USA. Han medvirkede i mange af John Fords film.
- Leonid Kinskey som Sascha, var født i Rusland.

Kendte ukrediterede skuespillere var:
- Marcel Dalio som Emil, en roulette-croupier. Han var en stjerne i fransk film og medvirkede i Jean Renoirs La Grande Illusion og La Regle de Jeu, men måtte nøjes med mindre roller i Hollywood, efter at han var flygtet fra det besatte Frankrig. Han fik senere en rolle i en anden Bogart-film, To Have and Have Not.
- Helmut Dantine som Jan Brandel, den bulgariske roulettespiller. Han var også østriger og havde været i kz-lejer efter Tysklands anneksion af Østrig.
- Norma Varden som den omtågede engelske kvinde. Hun var en berømt engelsk karakterskuespillerinde.

Noget af Casablancas følelsesmæssige effekt er blevet tilskrevet den store andel af europæiske flygtninge blandt statisterne og i de mindre roller. Et vidne til optagelserne til scenen, hvor alle bargæsterne synger Marseillaisen har sagt, at mange af skuespillerne græd, og det gik op for dem, at de stadig var flygtninge. Harmetz hævder, at disse rigtige flygtninge gav de mindre roller i filmen en forståelse og desperation, som ikke kunne være kommet, hvis man havde brugt andre. Tyskerne blandt dem, var dog tvunget til at overholde spærretiden som fjendtlige statsborgere, og mange af dem fik ofte roller som de nazister, de var flygtet fra.

## Produktion
Filmen er baseret på Murray Burnett og Joan Alisons skuespil Everybody Comes to Rick's, der på det tidspunkt aldrig havde været opført. Den story analyst på Warner Brothers, der læste stykket, Stephen Karnot, kaldte det (på en rosende måde) noget "sofistikeret sentimentalt sludder" ("sophisticated hokum"), og story editor Irene Diamond overbeviste producer Hal Wallis om at købe rettighederne for $20.000, den største sum nogen i Hollywood nogensinde havde betalt for et uopført teaterstykke. Projektet blev omdøbt Casablanca, angiveligt inspireret af succesfilmen Algiers fra 1938. Filmoptagelserne startede den 25. maj 1942 og blev afsluttet den 3. august.

### Optagelse
Hele filmen blev optaget i et filmstudie, undtagen sekvensen filmet i Van Nuys Airport, der viser Major Strassers ankomst. Gaden, der blev anvendt til udendørsscenerne var umiddelbart forinden blevet bygget til en anden film, The Desert Song, og blev omdekoreret og brugt til filmens flashbacks, der foregår i Paris. Denne kulisse forblev bevaret i Warner Brothers bagstudie 1960'erne. Kulissen til Rick's café blev bygget i tre uafhængige dele, så bygningens præcise indretning er umulig at bestemme. I en række scener, ser kameraet gennem en væg fra caféen ind i Ricks kontor. Fordi budgettet var stramt og der var krigsrationering, blev baggrunden i slutscenen, der viser et Lockheed Model 12 Electra Junior fly omgivet af personel, iscenesat ved at bruge et mix af dværg-statister og et tilsvarende proportioneret pap-fly. Teatertåge blev brugt til at maskere flymodellens uoverbevisende udseende.
Ingrid Bergmans højde skabte problemer under optagelsen. Hun var cirka 4 cm højere end Bogart, så han blev bedt om at stå på kasser eller sidde på nogle puder i deres scener sammen.
Filmen kostede i alt $950.000, hvilket var lidt over budgettet, men gennemsnitligt for den tid. Bogart blev kaldt ind en måned efter, optagelserne var afsluttet, for at indtale den sidste replik ("Louis, I think this is the beginning of a beautiful friendship.") Senere var der planer om endnu en scene med Rick, Renault og en gruppe franske modstandsbevægelsesfolk på et skib, for at skrive de allieredes invasion af Nordafrika i 1942 ind i handlingen. Det viste sig dog at være for svært at få fat i Claude Rains til indspilningen, og scenen blev til sidst opgivet efter at David O. Selznick besluttede, at det ville være en forfærdelig fejltagelse at ændre slutningen.

## Modtagelse

### Kritik
Filmen havde premiere i Hollywood Theatre i New York City den 26. november 1942, samtidig med de allieredes invasion i Nordafrika og erobringen af Casablanca. Den 23. januar 1943 blev den udsendt til biografdistribution, for at drage fordel af Casablanca-konferencen, et møde på højt niveau mellem Churchill og Roosevelt i byen. Filmen var en betydelig men ikke spektakulær succes og indtjente $3,7 millioner i amerikanske biografer (den 7. bedst sælgende film i 1943). De første anmeldelser var positive, og filmmagasinet Variety beskrev den som "glimrende propaganda mod aksemagterne" ("splendid anti-Axis propaganda"). Andre anmeldelser var mindre entusiastiske: The New Yorker bedømte den kun som jævnt god ("pretty tolerable").  United States Office of War Information forhindrede visning af filmen til tropperne i Nordafrika, da de mente, at den ville vække harme blandt Vichy-tilhængerne i regionen. 
Filmens sang, As Time Goes By, blev et stort hit i USA med 21 uger på hitlisten. Ved Oscaruddelingen i 1944 vandt filmen tre Oscars for bedste manuskript, bedste instruktør og bedste film. Filmens producer, Hal Wallis, blev fortørnet over, at Jack Warner modtog oscaren for bedste film i stedet for ham selv. Wallis forlod samme år Warner Brothers for at arbejde som uafhængig producer.
Casablanca har bibeholdt sin popularitet. I 1955 havde filmen indtjent $6,8 million, hvilket dog kun gjorde den til den tredje mest succesfulde af Warners krigstidsfilm (efter Shine On, Harvest Moon and This is the Army). Den 21. april 1957 blev filmen vist i Brattle Theater i Cambridge, Massachusetts, og den blev så populær blandt Harvard-studerende, at den siden er blevet vist hvert i år eksamensperioden. Denne tradition var med til at fastholde filmens popularitet, mens andre film fra 1940'erne blev glemt, og i 1977 var Casablanca den film, der oftest blev vist på amerikansk tv.

### Priser
Casablanca vandt tre Oscars:
- Oscar for bedste film — produceren Hal B. Wallis
- Oscar for bedste instruktør — instruktøren Michael Curtiz
- Oscar for bedste filmatisering — manuskriptforfatterne Julius J. Epstein, Philip G. Epstein og Howard Koch

Den blev desuden nomineret til yderligere fem oscars:
- Oscar for bedste mandlige hovedrolle — Humphrey Bogart
- Oscar for bedste mandlige birolle — Claude Rains
- Oscar for bedste fotografering, sort/hvid — Arthur Edeson
- Oscar for bedste klipning — Owen Marks
- Oscar for bedste musik — Max Steiner

I 1989 blev filmen udvalgt til bevarelse i det amerikanske "National Film Registry", og i 1999 blev den kåret af det amerikanske filminstitut som nr. 2 på listen over de største film nogensinde, kun overgået af Citizen Kane. I 2005 blev den nævnt blandt de 100 bedste film i de sidste 80 år af Time Magazine.
I 2006 valgte Writers Guild of America ved en afstemning manuskriptet til Casablanca som det bedste nogensinde på deres liste over de 101 bedste manuskripter.

### Fortolkninger
Filmkritikere har gjort Casablanca til genstand for mange forskellige læsninger. I artiklen Love and Death in Casablanca hævder William Donelley, at Ricks forhold til Sam, og senere Renault, er et mønstereksempel på fortrængt homoseksualitet, der er underliggende i de fleste amerikanske spændingshistorier. Harvey Greenberg præsenterer en freudiansk læsning af filmen i bogen The Movies on Your Mind, hvori det beskrives som havende et ødipuskompleks, der ophæves, da Rick begynder at identificere sig med Laszlo og den sag, han repræsenterer. Sidney Rosenzweig hævder, at sådanne læsninger er reduktionistiske, og at det vigtigste aspekt i filmen er flertydigheden, specielt hos hovedpersonen Rick. Han nævner blandt andet de mange forskellige navne, som de andre karakterer tiltaler ham med (Richard, Ricky, Mr Rick, Herr Blaine osv.) som bevis på forskellige betydninger, han har for hver enkelt person.
Filmkritikeren Robert Ebert har sagt, at Casablanca sikkert er på flere "bedste film nogensinde"-lister end nogen anden film, inklusiv Citizen Kane, fordi den har bredere appel, mens Citizen Kane er "større", er Casablanca mere elsket.  Filmhistorikeren Rudy Behlmer understreger desuden filmens mangfoldighed, idet den er en blanding af drama, melodrama, komedie og intrige. Ebert mener aldrig at have hørt om nogen negative anmeldelser af filmen, selvom enkelte elementer kan kritiseres (han nævner de urealistiske special effects og Laszlo som en stiv ("stiff") figur. 
En helt anden læsning kommer fra filosoffen Umberto Eco, der skriver, at filmen er middelmådig, og han ser karakterudviklingen i filmen som udtryk for inkonsistens og lav psykologisk troværdighed snarere end kompleksitet. Han fremfører dog, at netop figurernes inkonsistens forklarer filmens popularitet, fordi filmen rummer en lang række arketypeer som ulykkelig kærlighed, trekantsdramaet, renhedens triumf, den trofaste tjener, skønheden og udyret, den gådefulde kvinde osv. Det centrale tema er, ifølge Eco, opofrelse som en myte, der løber gennem hele filmen. 

### Indflydelse
Mange efterfølgende film trækker på elementer fra Casablanca eller har intertekstuelle referencer til filmen. Passage to Marseille genforenede Bogart, Rains, Curtiz, Greenstreet og Lorre i 1944, mens der er mange lighedspunkter mellem Casablanca og en senere Bogart-film, Sirocco. Blandt parodierne kan nævnes Marx Brothers' A Night in Casablanca (1946), Woody Allens Play It Again, Sam (1972), og Barb Wire (1996), og den gav idéen til titlen på filmhittet The Usual Suspects. Warner Brothers lavede deres egen parodi med filmen Carrotblanca, en Snurre Snup-tegnefilm, er blev inkluderet på en speciel DVD-udgave.

## Citater
Ilsa siger "Play it once, Sam, for old times' sake" ("Spil den én gang, Sam, for gamle dages skyld"); som svar prøver Sam at lyve ved at sige: "I don't know what you mean, Miss Ilsa" ("Jeg ved ikke hvad du mener, Miss Ilsa") og hun siger "Play it, Sam. Play 'As Time Goes By.' " ("Spil den, Sam. Spil As Time Goes By") Da Rick hører sangen, uden at vide at Ilsa er kommet, skynder han sig hen til Sam og siger, "I thought I told you never to play that." ("Jeg bad dig om aldrig at spille den sang"). Senere, da han er alene med Sam, siger han: "You played it for her and you can play it for me. If she can stand it, I can! Play it!" ("Du spillede den for hende og du kan spille den for mig. Hvis hun kan holde det ud, kan jeg også! Spil den!")
I Marx Brothers-filmen En nat i Casablanca (A Night in Casablanca), bliver dialogen parodieret med replikken "Play it again, Sam" ("Spil den igen, Sam") — en sætning, der siden fejlagtigt er blevet forbundet med den originale film. Play It Again, Sam er også filmtitlen på Woody Allens hyldest til Bogart på scenen og på film.
Replikken "Here's looking at you kid", som Rick siger til Ilsa, blev i 2005 valgt i det amerikanske filminstituts afstemning som den femte mest mindeværdige filmcitat nogensinde . Hele seks replikker fra Casablanca blev valgt i top 100 på listen, hvilket langt overgår alle andre film (Borte med blæsten og Troldmanden fra Oz var nummer to på listen med tre citater hver). De andre berømte citater på listen er:
- "Louis, I think this is the beginning of a beautiful friendship." (nr. 20)
- "Play it, Sam. Play 'As Time Goes By.'"(nr. 28)
- "Round up the usual suspects." (nr. 32)
- "We'll always have Paris." (nr. 43)
- "Of all the gin joints in all the towns in all the world, she walks into mine." (nr. 67).